# Wendelin Joseph Nold
Wendelin Joseph Nold (Bonham, 18 gennaio 1900 – Houston, 1º ottobre 1981) è stato un vescovo statunitense della Chiesa cattolica romana.
Fu vescovo della diocesi di Galveston-Houston, in Texas, dal 1950 al 1975.
Wendelin Joseph Nold nacque nel 1900 a Bonham, Texas, studiò teologia a Roma dove fu ordinato sacerdote nel 1925. Dopo diversi incarichi pastorali, nel 1947 fu nominato vescovo coadiutore di Galveston e nel 1950 ne divenne titolare, primo texano a ricoprire tale carica. Nel 1959 ottenne dal Vaticano di rinominare la diocesi Galveston-Houston, promuovendo un’espansione con la creazione di 47 parrocchie, 14 missioni e numerose scuole. Nel 1961 ordinò l’integrazione razziale delle scuole cattoliche e partecipò a tutte le sessioni del Concilio Vaticano II. Colpito da un infarto nel 1959 e successivamente da cecità nel 1963, si ritirò nel 1975 e visse a Houston fino alla morte nel 1981.

## Biografia

### Primi anni di vita
Wendelin Nold nacque a Bonham, Texas, da Wendelin Joseph e Mary Elizabeth (nata Charles) Nold. Dopo aver frequentato le scuole parrocchiali a Cleburne e Fort Worth, studiò al Seminario di St. Mary a La Porte, Texas, dove ottenne una laurea in Lettere nel 1921. Proseguì poi gli studi presso  Pontificio Collegio Nordamericano a Roma, e lì conseguì il dottorato in sacra teologia nel 1925.

### Sacerdozio
Mentre era a Roma, Nold fu ordinato sacerdote per la Diocesi di Dallas l'11 aprile 1925. Al suo ritorno in Texas, Nold prestò servizio come curato presso la parrocchia della Cattedrale del Sacro Cuore a Dallas, e divenne il primo parroco della parrocchia di Cristo Re a Dallas nel 1941. Oltre ai suoi doveri pastorali, svolse anche  la cancelleria come consultore, giudice sinodale, esaminatore sinodale, direttore della Confraternita della Dottrina Cristiana e direttore dell'Azione Cattolica. Fu elevato al rango di camerlengo pontificio nel 1936, di prelato domestico nel 1942 e di protonotario apostolico nel 1946.

### Vescovo coadiutore e vescovo di Galveston-Houston
Il 29 novembre 1947, Nold fu nominato Vescovo coadiutore di quella che allora era la diocesi di Galveston e vescovo titolare di Sasima da Papa Pio XII. Ricevette la sua consacrazione episcopale il 25 febbraio 1948 dal vescovo Joseph Lynch, con i vescovi Christopher Byrne e Augustine Danglmayr che fungevano da co-consacratori. Dopo la morte del vescovo Byrne, avvenuta il 1° aprile 1950, Nold divenne automaticamente il quinto vescovo di  Galveston. Fu il primo texano a ricoprire tale carica.
A causa dell'enorme crescita della città di Houston, nel 1959 il Vaticano permise a Nold di designare la Chiesa del Sacro Cuore di Houston come concattedrale. La diocesi ora aveva due cattedrali: la Cattedrale del Sacro Cuore a Houston e la St.  Basilica Cattedrale di Santa Maria a Galveston. Il Vaticano ha rinominato la diocesi come Diocesi di Galveston-Houston il 25 luglio 1959.
Nel 1959, Nold subì un infarto.  Più o meno nello stesso periodo, iniziò a soffrire di malattie renali. Nel settembre del 1961, Nold ordinò che tutte le scuole cattoliche della diocesi fossero integrate razzialmente. Durante un ricovero in ospedale nel 1963, perse la vista. Più tardi, quello stesso anno, il Vaticano nominò il vescovo John Morkovsky vescovo coadiutore, incaricato dell'amministrazione della diocesi. Nold partecipò al Concilio Vaticano II dal 1962 al 1965. Durante il suo mandato fondò quarantasette parrocchie e quattordici missioni, oltre a diverse scuole.

### Ritiro ed eredità
Il 22 aprile 1975, Papa Paolo VI accettò le dimissioni di Nold da vescovo della diocesi di Galveston-Houston. Nold morì a Houston il 1° ottobre 1981, all'età di 81 anni.